# Vlag van Dalarna

Vlag van Dalarnas län

De vlag van Dalarna is de vlag van Dalarnas län, een provincie in Zweden. Het is tevens de vlag van het landschap Dalarna. De vlag bestaat uit een blauw veld met twee gekruiste dalpijlen van goud met zilveren punten en daartussen een open kroon van het eerstgenoemde metaal. Het is een vierkante banier van het wapen van deze Zweedse provincie. De vlag en het wapen werd op 15 mei 1936 officieel aangenomen.
Het motief komt voor op een zegel gedateerd rond 1525, en de kleurstelling is bekend van de begrafenis van Gustaaf Wasa in 1560, maar het is niet bekend of het eerder werd gebruikt. Dalarnas län (voorheen Kopparberg) gebruikt een identiek wapenschild, maar met een koninklijke kroon bovenop het schild in plaats van een hertogelijke kroon. Dalpijlen hebben, in tegenstelling tot "gewone" pijlen, geen weerhaken op de pijlpunt en het ontwerp zorgt in het algemeen voor een betere impact. Gustaaf Wasa zou persoonlijk geïnteresseerd zijn geweest in de folkloristische wapenuitrusting van Dalarna en technische verbeteringen aan hun traditionele pijlen hebben voorgesteld. Op initiatief van de Dalarna Local History Society werd het wapen van Dalarna in 1925 opnieuw ontworpen en werd de voorbeeldafbeelding correct gerealiseerd. Het wapen werd in zijn huidige vorm vastgesteld door de Koninklijke Majesteit op 30 mei 1884.